# Khalil Fayad
Khalil Fayad (* 9. Juni 2004 in Montpellier) ist ein französisch-marokkanischer Fußballspieler, der aktuell beim HSC Montpellier in der Ligue 1 spielt.

## Karriere

### Verein
Der marokkanischstämmige Fayad begann seine fußballerische Ausbildung 2009 in seiner Geburtsstadt bei der AS Saint-Martin Montpellier, ehe er nur ein Jahr später zum HSC Montpellier, dem größten Klub der Stadt, wechselte. In der Spielzeit 2021/22 spielte er bereits 15 Mal für die zweite Mannschaft in der National 2, wobei er einmal traf. Bei einer 2:5-Niederlage am zweiten Spieltag der Saison 2022/23 gegen Paris Saint-Germain wurde Fayad spät eingewechselt und legte in der Nachspielzeit das letzte Tor seines Vereins vor.

### Nationalmannschaft
Fayad spielte im Jahr 2021 sechsmal für die U18-Juniorennationalmannschaft der Franzosen. Seitdem spielt er auch für die U19-Mannschaft.